# Susanghan gogaekdeul
Susanghan gogaekdeul (수상한 고객들?), noto anche con il titolo internazionale The Suicide Forecast, è un film del 2011 scritto da Yoo Sung-hyub e diretto da Jo Jin-mo.

## Trama
Bae Byung-woo è un venditore e consulente assicurativo che tuttavia si ritrova all'improvviso con un grande problema: uno dei suoi clienti si è suicidato, dopo aver stipulato un'ingente polizza. Il caso assume una discreta risonanza, sia nell'azienda in cui Byung-woo lavora sia persino presso la polizia, che giunge a sospettarlo di istigazione al suicidio. Quando l'uomo si accorge di avere approvato assicurazioni simili anche ad altre quattro persone che potenzialmente avrebbero potuto compiere il medesimo gesto estremo, cerca di autotutelarsi intervenendo in tempo in loro aiuto.

## Distribuzione
In Corea del Sud la pellicola ha goduto di una distribuzione nazionale, a partire dal 1º aprile 2011.